# Blek giftkremla
Blek giftkremla (Russula betularum) är en svampart som beskrevs av Hora 1960. Blek giftkremla ingår i släktet kremlor och familjen kremlor och riskor.  Arten är reproducerande i Sverige. Inga underarter finns listade i Catalogue of Life.
I den svenska databasen Dyntaxa används istället namnet Russula fragilis för samma taxon.